# Триллер. Часть 1

## Список композицій
Автор слів Гліб Самойлов, автор музики Гліб Самойлов, окрім позначених інакше. 
| #   | Назва                                            | Тривалість |
| --- | ------------------------------------------------ | ---------- |
| 1.  | «Кто украл мою звезду»                           | 4:54       |
| 2.  | «Немного земли»                                  | 3:31       |
| 3.  | «В интересах революции» (Гліб і Вадим Самойлови) | 2:39       |
| 4.  | «Триллер»                                        | 3:37       |
| 5.  | «Любовь идёт на дело»                            | 3:42       |
| 6.  | «Kill love»                                      | 3:10       |
| 7.  | «Днём и ночью»                                   | 3:31       |
| 8.  | «Садо-мазо»                                      | 2:34       |
| 9.  | «Порвали мечту»                                  | 3:17       |
| 10. | «Пока-пока» (Вадим Самойлов)                     | 3:17       |
| 11. | «Звездочёт»                                      | 3:59       |

| Бонус-треки перевидання 2008 року | Бонус-треки перевидання 2008 року           | Бонус-треки перевидання 2008 року |
| #                                 | Назва                                       | Тривалість                        |
| --------------------------------- | ------------------------------------------- | --------------------------------- |
| 12.                               | «Весёлый мир»                               | 2:40                              |
| 13.                               | «Звездочёт (Depressive Robot Version 2006)» | 7:47                              |